# Sahla Tahtania
Sahla Tahtania é uma vila na comuna de In Salah, no distrito de In Salah, província de Tamanghasset, Argélia. Está localizada apenas ao leste da rodovia nacional N1, 9 quilômetros (5,6 milhas) ao norte da cidade de In Salah.